# Jump (For My Love)
Jump (For My Love) – czwarty i ostatni singel Girls Aloud z ich debiutanckiego albumu Sound Of The Underground. Piosenka ta znajduje się także na ich drugim studyjnym albumie What Will the Neighbours Say?. Dotarł do miejsca #2 w Wielkiej Brytanii oraz Irlandii, do miejsca #6 W Belgii, do #8 w Holandii oraz do miejsca #9 w Szwecji. Wydany 17 listopada 2003 roku, w Wielkiej Brytanii sprzedał się w ilości 182 tysięcy egzemplarzy. Singel jest coverem utworu The Pointer Sisters pod tym samym tytułem.

## Lista utworów
| Lp.                                     | Tytuł                                | Długość |
| --------------------------------------- | ------------------------------------ | ------- |
| UK CD single 1                          |                                      |         |
| 1.                                      | „Jump”                               | 3:39    |
| 2.                                      | „Girls Allowed”                      | 3:26    |
| 3.                                      | „Grease”                             | 3:25    |
| UK CD single 2                          |                                      |         |
| 1.                                      | „Jump”                               | 3:39    |
| 2.                                      | „Love Bomb”                          | 2:52    |
| 3.                                      | „Jump” [Almighty Vocal Mix]          | 7:34    |
| UK Cassette single / European CD single |                                      |         |
| 1.                                      | „Jump”                               | 3:39    |
| 2.                                      | „Girls Allowed” [Almighty Vocal Mix] | 6:15    |

## Pozycje na listach
| Lista (2003)                  | Najwyższa pozycja |
| ----------------------------- | ----------------- |
| UK Singles Chart              | 2 (2)             |
| Irish Singles Chart           | 2 (3)             |
| Belgium Singles Chart         | 6                 |
| Netherlands Top 40            | 8 (2)             |
| Sweden Singles Chart          | 9                 |
| Nowa Zelandia                 | 13                |
| Poland Singles Chart          | 16                |
| Australia Singles Chart       | 23                |
| Swiss Single Chart            | 58                |
| Mexican Top 100 Singles Chart | 98                |